# Rio Gohan
O Rio Gohan é um rio da Romênia, afluente do Olt, localizado no distrito de Covasna.